# Jean Lodge
Jean Lodge (* 4. August 1927 in Kingston upon Hull, Yorkshire, England) ist eine britische Schauspielerin.

## Leben
Lodge war von 1948 bis zu dessen Tod 2005 mit Alfred James Shaughnessy verheiratet. Aus der Ehe gingen die beiden Söhne Charles Shaughnessy und David Shaughnessy hervor, die beide Schauspieler wurden.
1952 trat sie neben Claude Hulbert im West End in Constance Cox’ Lord Arthur Savile’s Crime auf. 1954 spielte sie die Hauptrolle in William Douglas Homes The Manor of Northstead.
1949 hatte Lodge in dem Fernsehfilm The Good Companions ihren ersten Auftritt. 1952 erhielt sie ihre erste Rolle in der Fernsehserie Happy and Glorious. Bis zuletzt 1965 war sie in mehr als 30 Produktionen zu sehen.

## Filmografie
- 1949: The Good Companions (Fernsehfilm)
- 1949: Geheimwelle 505 (Dick Barton Strikes Back)
- 1949: Dr. Morelle: The Case of the Missing Heiress (Doctor Morelle)
- 1949: High Jinks in Society
- 1950: Das tanzende Wien (The Dancing Years)
- 1950: No Trace
- 1950: Blackout
- 1951: Weiße Korridore (White Corridors)
- 1952: Death of an Angel
- 1952: Brandy for the Parson
- 1952: Happy and Glorious (Fernsehserie, eine Folge)
- 1952: Portrait of Peter Perowne (Fernsehfilm)
- 1953: The Accused
- 1953: Douglas Fairbanks, Jr., Presents (Fernsehserie, eine Folge)
- 1953: The Foolish Gentlewoman (Fernsehfilm)
- 1953: Glad Tidings!
- 1954: Johnny on the Spot
- 1954: The Manor of Northstead (Fernsehfilm)
- 1954: Unter schwarzem Visier (The Black Knight)
- 1954: Dangerous Voyage (Terror Ship)
- 1954: Final Appointment
- 1956: Our Lady's Tumbler (Fernsehfilm)
- 1958: ITV Television Playhouse (Fernsehserie, eine Folge)
- 1959: Theatre Night (Fernsehserie, eine Folge)
- 1961: Der Höllenfeuerclub (The Hellfire Club)
- 1962: The Scales of Justice (Fernsehserie, eine Folge)
- 1963: Edgar Wallace Mysteries (The Edgar Wallace Mystery Theatre, Fernsehserie, eine Folge)
- 1963: Accidental Death
- 1964: The Eyes of Annie Jones
- 1964: ITV Play of the Week (Fernsehserie, eine Folge)
- 1964: Satanas – Das Schloß der blutigen Bestie (The Masque of the Red Death)
- 1965: Invasion
- 1965: Curse of the Voodoo (Curse of Simba)